# Acrolyta semistrigosa
Acrolyta semistrigosa är en stekelart som först beskrevs av Otto Schmiedeknecht 1897.  Acrolyta semistrigosa ingår i släktet Acrolyta och familjen brokparasitsteklar. Inga underarter finns listade i Catalogue of Life.